# THRAP3
갑상선 호르몬 수용체 관련 단백질 3(Thyroid hormone receptor-associated protein 3)은 인간에서 THRAP3 유전자에 의해 암호화되는 단백질이다.